# ターナー郡 (ジョージア州)
座標: 北緯31度43分 西経83度38分 / 北緯31.72度 西経83.63度
ターナー郡（ターナーぐん、英: Turner County）は、アメリカ合衆国のジョージア州にある郡。郡庁所在地はアッシュバーン (Ashburn)である。2000年国勢調査時の人口は9504人だったが、2007年の推計時には9270人に減少した。
毎年3月の第4週末にはアッシュバーンでファイアーアント・フェスティバルが開かれ、芸術、カーニバル、自動車ショー、花火などでにぎわう。

## 歴史
1905年8月18日に設立され、連邦下院議員、州最高裁判事を務めたヘンリー・グレイ・ターナーにちなみ名づけられた。

## 地理
国勢調査局によると、この郡の総面積は751平方キロ（290平方マイル）で、うち741平方キロ（286平方マイル）が陸地、総面積の1.32%にあたる10平方キロ（4平方マイル）が水域となっている。
幹線道路
- 州間高速道路75号線
- 国道41号線
- 州道32号線
- 州道107号線
- 州道112号線
- 州道159号線

隣接する郡
- ウィルコックス郡（北東）
- ベンヒル郡（東）
- アーウィン郡（東南東）
- ティフト郡（南東）
- ワース郡（南西）
- クリスプ郡（北西）

## 人口動態
2000年の国勢調査時点で、この郡には9504人、3435世帯、2538家族が暮らしている。人口密度は1平方キロあたり13人で、平方マイルに換算すると33人となる。住居数は3916軒で、1平方キロに平均5軒（1平方マイルあたりでは14軒）が建っていることになる。住民のうち白人は20.98%、アフリカ系は70.37%、ネイティブ・アメリカンは0.15%、アジア系は0.33%、太平洋諸島系は0.01%、その他の人種は1.81%、混血は0.36%、ヒスパニック（ラテン系）は2.57%を占める。

2000年国勢調査の結果をもとに作成した郡の人口ピラミッド

3435世帯のうち35.7%は18歳未満の子供と暮らしており、50.0%は夫婦で生活している。18.6%は未婚の女性が世帯主であり、26.1%は家族以外の住人と同居している。23.2%が独り身世帯で、10.4%を独居老人の世帯が占める。1世帯あたりの平均構成人数は2.72人、家庭の平均構成人数は3.19人である。
住民のうち29.4%が18歳未満の未成年、10.2%が18歳以上24歳以下、26.4%が25歳以上44歳以下、21.1%が45歳以上64歳以下、12.9%が65歳以上となっており、平均年齢は33歳である。女性100人に対して男性が92.6人いる一方、18歳以上の女性100人に対しては87.0人いる。
一世帯あたりの平均収入は2万5676米ドル、家族ごとでは3万1445米ドルである。男性の平均収入は2万5694米ドル、女性の平均収入は1万8472米ドルで、労働者でない人々も含めた住民一人当たりの収入は1万3454米ドルとなる。総人口の26.7%、家族の20.5%、18歳未満の子供の35.8%、および65歳以上の高齢者の24.8%は貧困線以下の収入で生計を立てている。

## 都市および町
- アッシュバーン (en:Ashburn, Georgia)
- レベッカ (en:Rebecca, Georgia)
- シキャモア (en:Sycamore, Georgia)